# Ерцгебіргсштадіон
Ерцгебіргсштадіон (нім. Erzgebirgsstadion) — футбольний (до реконструкцій мультиспортивний) стадіон в Ауе-Бад-Шолома, Німеччина. Нині використовується для проведення футбольних матчів і є домашнім стадіоном для футбольного клубу «Ерцгебірге». Стадіон вміщує 16485 осіб і був побудований в 1928 році.

## Історія
Найперший стадіон на цьому місці називався «Муніципальний стадіон» (нім. Städtisches Stadion) і був відкритий 29 травня 1928. Стадіон відкрився як багатофункціональна спортивна споруда з футбольним полем та легкоатлетичними доріжками.
Після утворення НДР стадіон був повністю перебудований у 1950 році за 4 місяці. Стадіон відкрився 20 серпня 1950 року та отримав назву «Стадіон Отто Гротеволя» (нім. Otto Grotewohl Stadium) на честь Отто Гротеволя, прем'єр-міністра НДР. У період з 1986 по 1992 рік на стадіоні було проведено масштабну реконструкцію, і в 1991 році стадіон було перейменовано на «Ерцгебіргсштадіон». З того часу стадіон було реконструйовано у 2004, 2010 та 2015—2018 роках. Після реконструкцій стадіон став повністю футбольним.

## Галерея

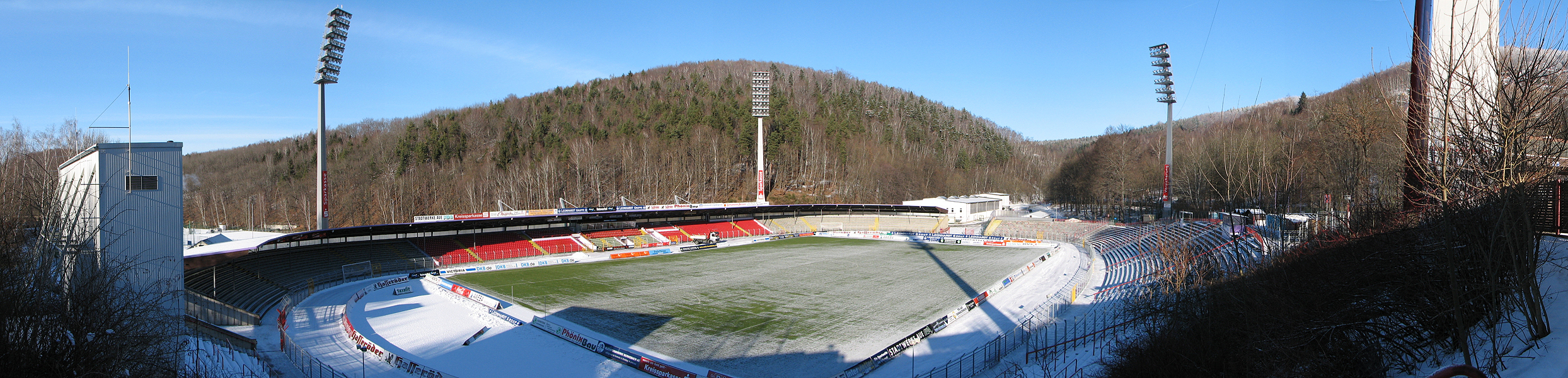
Панорама Ерцгебіргсштадіону у 2006 році
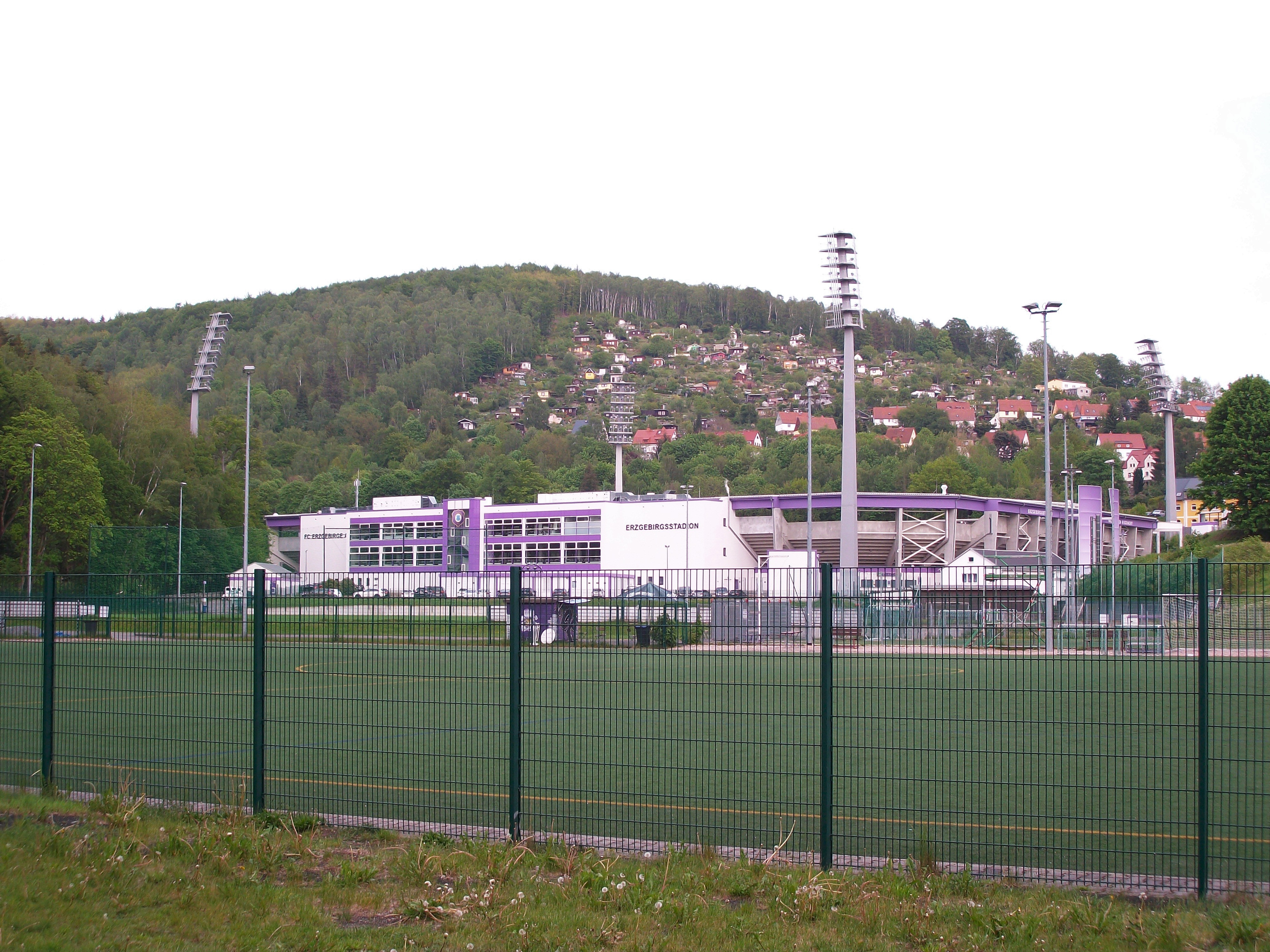
Стадіон у 2019 році